# 阿尔戈特·温托拉
阿尔戈特·温托拉（1868年11月28日—1918年5月21日）是芬兰作家和记者。
温托拉出生时的名字为阿尔戈特·蒂耶泰韦伊宁（Algoth Tietäväinen），但他后来把自己的名字改为“阿尔戈特·温托拉”（Algot Untola）。他使用过很多笔名，这些笔名包括伊尔马里·兰塔马拉（Irmari Rantamala）、迈尤·拉西拉（Maiju Lassila）、阿尔戈特·蒂耶泰韦伊宁（Algoth Tietäväinen）、韦伊诺·斯滕贝里（Väinö Stenberg）、J·I·瓦塔宁（J.I. Vatanen）、莉桑-安蒂（Liisan-Antti）及尤西·波里莱宁（Jussi Porilainen）。温托拉的职业是教师。他在1891年毕业于索尔塔瓦拉。温托拉最著名的作品是使用“伊尔马里·兰塔马拉”为笔名于1909年发表的《Harhama》，以及使用“迈尤·拉西拉”为笔名于1910年发表的《借火柴》。这些作品为温托拉带来了国家文学奖的荣誉，但他拒绝领奖。
在1918年芬兰内战时期温托拉作为报纸编辑积极支持赤卫队一边。在赫尔辛基战役之后他被白卫队逮捕，并在1918年5月21日将叛乱囚徒运往芬兰堡途中被枪决。